# Пегла за косу
Пегла за косу је инструмент који се користи да би се променила структура косе помоћу топлоте. Постоје три генерална типа: пегла за коврчење косе, пегла за исправљање косе и пегла за таласање косе. Већина модела имају електрично загревање; нерђајућа пегла за коврчање обично користи бутан.

## Типови пегла за косу

### Пегла за коврчање косе
Пегла за коврчање косе ствара таласасту или локнасту косу користећи разне методе. Постоји много различитих типова модерних пегла за коврчање, који могу варирату у пречнику, материјалу, облику цилиндра и типова дршки. Цилиндров пречник може бити између 1.3 cm до 5.1 cm. Мањи цилиндри обично стварају спиралне локне, док већи се користе да дају облик или волумен фризури.
Пегле за коврчање се обично праве од тефлона, керамике, метала, титанијума или турмалина, а сваки од ових материјала има предности и мане.

### Пегла за исправљање косе
Пегла за исправљање косе раде на принципу разбијања водоничних веза у кортексу косе. Када се разбије веза, коси је онемогућено да сачува своје пређашње природно стање, иако се водоничне везе могу опет створити излагањем течности. Ови типови пегле такође могу користит инфрацрвену технологију.

### Пегла за таласање косе
Ова пегла таласа коса у тестерастом стилу. Изглед је сличан као код талса који се добију склањањем кике. Пегле за таласање могу бити различитих величина са различитим жлебовима и лопатицама. Веће пегле стварају веће таласе, а мање пегле мање таласе. Таласаста коса је била нарочито популарна током 1980их и 1990их.